# 艾薩烏耶
36°25′09″N 3°12′58″E / 36.41917°N 3.21611°E

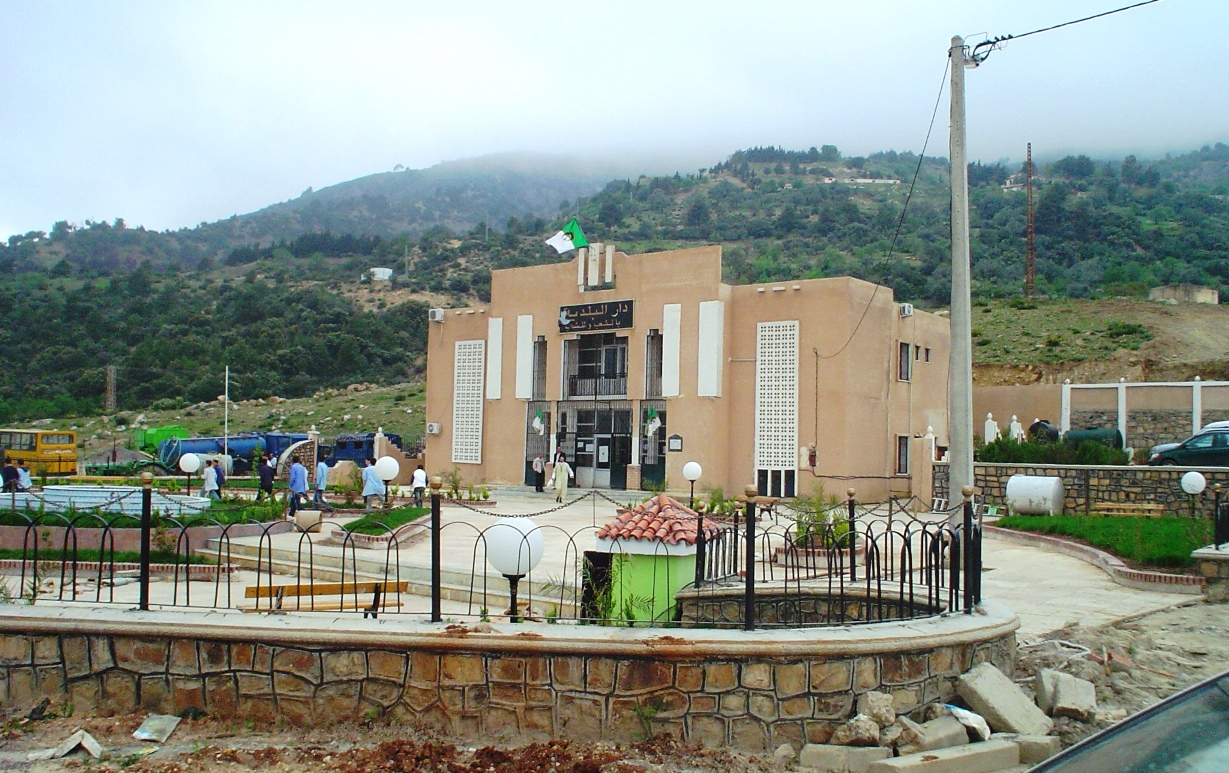
艾薩烏耶的市政廳

艾薩烏耶（阿拉伯语：‎），是阿爾及利亞的城鎮，位於該國北部麥迪亞省，由塔布拉特區負責管轄，面積70平方公里，2008年人口3,763，人口密度每平方公里54人。